# RadioBeat
RadioBeat foi uma emissora de rádio (entre 1971 e 2014) e web rádio brasileira do Rio de Janeiro, capital do estado homônimo. Pertencente ao Sistema Globo de Rádio, foi fundada em 1971 como Eldorado FM, primeira rádio FM do Rio de Janeiro. Foi renomeada para Eldo Pop FM em 1974, 98 FM em 1978 e posteriormente Beat98 em 2008. Em 2014, cedeu sua frequência para a Rádio Globo Rio de Janeiro e migrou para a internet, tornando-se a RadioBeat. Em 30 de dezembro de 2015, a rádio foi oficialmente extinta devido a reformulação do SGR.

## História
Em 1971, foi inaugurada a Eldorado FM, no Rio de Janeiro, ocupando a frequência 98.1 MHz. Comandada pelo disc-jockey Nilton Alvarenga Duarte, o "Big Boy", o mesmo que dirigia a Rádio Mundial, notabilizava-se pela divulgação de música eletroacústica, mas a maior parte da sua programação era composta pelo então nascente rock progressivo e o hard rock, gêneros que, naquele tempo, não tinham muito espaço nas emissoras AM, mais voltadas à música popular e comercial. Entre os artistas que eram executados na Eldorado, estavam bandas como Yes, Genesis, Gentle Giant, Tangerine Dream, Kraftwerk, Grobschnitt, entre outras.
No começo dos anos 70, o broadcasting em Frequência Modulada estava começando no Brasil em formato comercial - a primeira foi a rádio Imprensa, em 1955. Foi quando o Sistema Globo de Rádio teve carta branca para pôr uma emissora do gênero no ar. Capitaneada por Big Boy, o SGR idealizou a nascente Eldorado nos mesmos moldes das FM norte-americanas da época. No final dos anos 60, surgiam estações de rádio voltadas basicamente para música, que seria, desde o princípio, a essência da Frequência Modulada.
A peculiaridade no começo da FM residia no fato de que, em quase sua totalidade, elas operavam em caráter experimental. Como o lucro das rádio provinha do AM, o FM do começo dos anos 70 funcionava como uma espécie de "tubo de ensaio". Nesse espírito, Big Boy concebeu a Eldo Pop nos mesmos moldes das FMs norte-americanas: uma programação totalmente musical, diferenciando-se assim das demais frequências.
No entanto, havia um detalhe importante: a Eldorado não poderia concorrer com a sua co-irmã, Mundial AM, também pertencente ao Sistema Globo de Rádio. Por conta disso, a Eldo Pop poderia tocar tudo, menos o que era executado na Mundial: pop e música ligeira em geral.
Foi a partir daí que a emissora pôde se moldar às rádios "jovens" americanas, com pouca locução e seleção musical baseada em rock sinfônico ou progressivo. Como disk-jockey de prestígio, tanto no Brasil quanto no exterior, Big Boy era uma espécie de pinta-de-lança em novidades no âmbito do rock. Com uma discoteca formada em long-plays de rock progressivo, que sequer entravam em circuito comercial no Brasil, a Eldo Pop notabilizou-se pela programação diferenciada.
Como acontecia com as FM do segmento "jovem" nos Estados Unidos, a Eldo Pop tocava sequências que perfaziam álbuns inteiros, com inserção de vinhetas ou notícias relâmpago. O rock progressivo e o hard rock, estilos que gozavam de grande prestígio no começo dos anos 70, tocavam durante toda a programação normal, de 19 horas diárias (de 7h até 2h). A rigor, eram quase 19 horas de muito som, todo dia, pois não havia locução ao vivo e eram raros os comerciais e notícias. As músicas eram gravadas em fitas de rolo, em formato de "sequências", e havia fitas com álbuns inteiros, com mais de uma hora de audição ininterrupta.

Tão logo entrou no ar em caráter experimental, a Eldo Pop começou a chamar a atenção de um número considerável de ouvintes, que passaram a ter a emissora como referência para um tipo de música que ainda buscava espaço no mercado fonográfico brasileiro. Muitos passavam a conhecer bandas de krautrock como Tangerine Dream ou o progressivo italiano, como Banco del Mutuo Soccorso através da Eldo Pop. Contudo, a rádio tinha uma política peculiar: não anunciava os nomes das músicas. Como diz Mário Henrique Peixinho, ex-programador da Eldorado, no documentário The Big Boy Show: 
Ela não dizia o nome das músicas. O povo ficava doido, querendo saber o nome das músicas, e a gente também não informava. Era o charme da rádio. 
A despeito da programação ligeiramente anti-comercial, a Eldo Pop gradativamente foi ganhando uma grande base de fãs e admiradores na cidade do Rio de Janeiro, justamente pelo seu caráter revolucionário e experimental, como uma espécie de trilha sonora dos tempos de "desbunde", em pleno começo dos anos 70.
Com o tempo, a rádio passou a ser referência por estar sintonizada com o que havia de vanguarda musical naquela época, fazendo jus ao bordão "underground" propagado pelas vinhetas da emissora. Junto com a programação rock, a Eldo Pop tinha por obrigação manter pelo menos uma hora de música brasileira (das 20h às 21h). Contudo, a seleção musical também seguia a concepção "alternativa", tocando Zé Rodrix, Erasmo Carlos, Milton Nascimento, Ney Matogrosso e outros nomes, que na época não tinham relação com o rock. Raul Seixas, Os Mutantes e Rita Lee (na época com a banda Tutti Frutti) eram os mais conhecidos. Nesse período inicial, a rádio tocava muito as músicas "Ponta de Areia", do disco Minas de Milton Nascimento, "Tudo Foi Feito Pelo Sol" dos Mutantes, e o hino do rock progressivo brasileiro "1974", autoria de Flávio Venturini, no disco Criaturas da Noite de O Terço. Havia poucos nomes no rock brasileiro com discos gravados, e era comum as músicas se repetirem várias vezes durante a programação.
No dia 25 de setembro de 1978, um ano e meio após a morte de Big Boy, a Eldo Pop se transformou em 98 FM com uma programação mais popular e voltada para todas as faixas etárias. Como consequência de seu desaparecimento, a emissora ficou sem um profissional prestigiado que a defendesse. O DENTEL, órgão do Ministério das Comunicações, impôs uma programação mais popular, alegando que se tocava "pouca música brasileira".
Para cumprir as determinações do decreto-lei 50.929, a emissora ajustou sua programação para transmitir  música brasileira entre 20h e 22h. Até 1992, as rádios eram obrigadas, pelo decreto 417, a tocar 50% de música nacional durante o horário nobre, das 19h às 22h (o decreto-lei 50.929, de julho de 1961, fora revogado em 8 de janeiro de 1992 pelo decreto 417). Nos anos 80, a 98 FM Rio após as 20h, depois do programa A Voz do Brasil, passou a veicular  duas horas de programação com músicas brasileiras como forma de compensação pela maior quantidade de músicas estrangeiras antes do horário da emissão do programa a Voz do Brasil.
Em março de 1981, entrava no ar o Good Times com o radialista Robson Castro (depois comandado por Fernando Borges) que no começo, tocava flashbacks das décadas de 1970, 1960 e algumas músicas da década de 1950. O programa saiu do ar em abril de 2008. Em 1984, a emissora alcançou o primeiro lugar em audiência. O fato foi amplamente divulgado numa edição de sábado do Jornal Hoje na Rede Globo, com vários locutores sendo entrevistados. Uma curiosidade é que durante a segunda metade década de 90, a programação da 98 FM chegou a ser retransmitida pela antiga Globo FM. Porém com as reclamações de alguns dos ouvintes, a Globo FM voltou a ter programação própria poucos dias depois.
A rádio foi perdendo audiência com a entrada de outras emissoras e em 14 de abril de 2008, às 10h, passou por uma grande reformulação, mudando seu nome para Beat98, que incorporou sucessos da música pop internacional, aos sucessos populares (como funk, axé e pagode). As mudanças surtiram efeito, e a emissora cresceu em audiência, perdendo apenas para a líder FM O Dia.
Em outubro de 2014 surgiram boatos nas redes sociais e na internet sobre a extinção da Beat98 para a entrada da Rádio Globo na frequência 98,1 FM. Os boatos se tornaram mais fortes com a saída de Tino Júnior para a Rede Record e de DJ Tubarão e Alan Oliveira que voltaram para a rádio FM O Dia. O Sistema Globo de Rádio confirmou a extinção da Beat98 em FM, passando a ser uma web rádio com o nome de RadioBeat. A frequência da emissora passou, em 18 de novembro, para a Rádio Globo Rio de Janeiro que não renovou o contrato de arrendamento dos 89.5 MHz, pertencentes ao Grupo Solpanamby.
Em 18 de novembro de 2014, passa a ser transmitida definitivamente pela internet, adotando o nome RadioBeat. Porém, no dia 30 de dezembro de 2015, o Sistema Globo de Rádio emitiu um comunicado na sua página oficial informando o fim das suas atividades a partir daquele dia, extinguindo inesperadamente a emissora.